# Rafał Sisicki
Rafał Sisicki (ur. 27 grudnia 1966 w Warszawie) – polski reżyser, aktor teatralny i filmowy. Sporadycznie udziela głosu w dubbingu.
Aktor występował w teatrach: im. Jerzego Szaniawskiego w Płocku w latach 1988–1990, Nowym w Warszawie 1990–2002, Na Woli w Warszawie w 1994 roku, Operze Bałtyckiej w Gdańsku w 1998. W 1989 roku ukończył studia na PWST w Warszawie, a w 2005 Wydział Reżyserii Dramatu Akademii Teatralnej w Warszawie.

## Polski dubbing
- 2016: Gdzie jest Dory? – Marlin
- 2014: Kod Lyoko: Ewolucja – Profesor Tyron
- 2012: Kung Fu Panda: Legenda o niezwykłości – Fung
- 2011: Wiedźmin 2: Zabójcy królów –
  - Ulf,
  - więzień
- 2003: Małolaty u taty
- 1999: Animaniacy: Życzenie Wakko – Pesto
- 1998–1999: Tajne akta Psiej Agencji – Agent Chukchi
- 1997–2004: Johnny Bravo –
  - Alec Baldwin (odc. 55),
  - Donny (odc. 60a)
- 1994–1998: Spider-Man – Hydro-Man
- 1993–1998: Animaniacy
- 1990–1994: Przygody Animków – Pies Charlie
- 1988–1993: Hrabia Kaczula – Hrabia Kaczula (odc. 23-27)
- 1987–1990: Kacze opowieści (druga wersja dubbingu)
- 1985–1988: M.A.S.K. –
  - pracownik wieży kontrolnej w Oslo (odc. 10),
  - dziennikarz (odc. 10),
  - Indianin #2 (odc. 13),
  - Bruno Sheppard (odc. 51),
  - Jacques LaFleur (odc. 53, 58, 60, 69-70),
  - pan Ramzde (odc. 62),
  - pan Linqwist (odc. 72),
  - Ali Bombay (odc. 75)
- 1981–1989: Smerfy
- 1972: Pinokio
- 1960–1966: Flintstonowie
- 1940–1975: Tom i Jerry
- 1930–1969: Zwariowane melodie –
  - Pies Charlie (stara wersja dubbingu),
  - Pies (niektóre odcinki)

## Filmografia
- 2002–2009: Samo życie – komendant Posterunku Policji w Gąsowie, na którym został zatrzymany Paweł Dunin za prowadzenie samochodu bez dokumentów, potem policjant strzegący bezpieczeństwa świadka koronnego Bogusława Budnego
- 1992: Zwolnieni z życia
- 1989: Virtuti – żołnierz

## Gościnnie
- 2017: Diagnoza jako Leon Lesiak (odc. 2)
- 2011–2013: Komisarz Alex – Stanny (odc. 5); kierownik planu (odc. 43)
- 2011: Aida – kolega Marka (odc. 9)
- 2010: 1920. Wojna i miłość – garbarz (odc. 10)
- 2009: Naznaczony – ochroniarz (odc. 12)
- 2009: Przystań – rzeczoznawca (odc. 11)
- 2007: Egzamin z życia – doktor Mirek, kolega Bartka (odc. 55, 81, 82)
- 2007: Dwie strony medalu – lekarz pogotowia (odc. 14, 55)
- 2006: Fala zbrodni – Janicki, członek rady nadzorczej „Ropy Polskiej” (odc. 69)
- 2004: Na dobre i na złe – Jan Górski, mąż Anny (odc. 172)
- 2004: M jak miłość – lekarz badający Agnieszkę (odc. 233)
- 2004: Daleko od noszy – przeprowadzający badania IQ (odc. 16)
- 2003: Plebania – strażnik w więzieniu (odc. 266, 267)
- 2002: Kasia i Tomek – Krzyś, cioteczny brat Kasi (odc. 10, 14)
- 2000–2001: Adam i Ewa – policjant przyjmujący zgłoszenie o zaginięciu Magdy
- 2000: 13 posterunek 2
- 1999: Miodowe lata – Chlebiak (odc. 36)
- 1995: Ekstradycja
- 1993: Czterdziestolatek-Dwadzieścia lat później – robotnik na budowie Teatru Narodowego

## Jako reżyser
- 2010: Duch w dom – II reżyser
- 2008–2009: Brzydula (odc: 171-175, 186-190, 201-203)
- 2003–2009: Na Wspólnej – II reżyser